# Obake no Q-Taro
Obake no Q-Taro (яп. オバケのQ(キュー)太郎 Обакэ но Кю:-таро:) — манга Фудзико Фудзио об обакэ по имени Кютаро, который живёт у семьи Охара. Манга начала выпускаться издательством Shogakukan в журнале Weekly Shōnen Sunday и выпускалась с 1964 года по 1973 год. Всего выпущено 6 томов манги. По мотивам произведения были выпущены 3 аниме-сериала: первый чёрно-белый в 1965 году, второй и третий 1971 и 1985-х годах, а также 2 короткометражных фильма в 1986 и 1987 годах.

## Сюжет
Обакэ — маленький и безобидный обакэ (демон), похожий внешне на утёнка, который любит летать, пугая прохожих людей, но сам страшно боится собак. Он начинает жить в семье Охара и дружится с мальчиком по имени Сёта, вместе они будут попадать в забавные ситуации и решать проблемы.

## Список персонажей
Кю-Таро (яп. Q太郎) — главный герой истории, обакэ. Любит пугать людей, но сам боится собак. Несмотря на свою природу, не может изменять внешность.
Сэйю: Матико Сога (1965), Дзюнко Хори (1971), Фусако Амати (1985)
Сёто Охара (яп. 大原 正太) — друг Кютаро. Человек и ученик младших классов. Кютаро называет его «Тё-тян» (яп. 正ちゃん), а Сёта называет Кютаро «Кю-тян» (яп. Qちゃん).
Сэйю: Кадзуэ Тагами (1965), Ёсико Ота (1971), Кацуэ Мива (1985)
Синъити Охара (яп. 大原 伸一) — Старший брат Сёты.
Сэйю: Масако Нодзава (1965), Сумико Сиракава (1971), Ю Мидзусима (1985)
У-ко (яп. U子) — Занимается дзюдо, как и Кютаро, она обакэ и встречается с ним.
Сэйю: Хироко Маруяма (1971), Эйко Масуяма (1985)
Доромпа (яп. ドロンパ) — Обакэ, родом из Америки. В сопернических отношениях с Кютаро, так как Уко боготворит его за разум, что раздражает Кютаро.
Сэйю: Митиэ Кита (1965), Ёсико Ямамото (1971), Фуюми Сирайси (1985)
Пи-ко (яп. P子) — Младшая сестра Кютаро.
Сэйю: Ёко Мидзугаки (1965), Кадзуко Савада (1971), Юко Мита (1985)
О-дзиро (яп. O次郎) — Младший брат Кьтаро. Хотя он понимает речь, он может говорить только слово «бакэратта». Только Кютаро понимает, что Одзиро говорит.
Сэйю: Макото Косака (1965), Рэйко Кацура (1971), Кэйко Ёкодзава (1985)
Эккусу-дзо (яп. X蔵) — Отец Кютаро, Отаро и Одзиро.
О-дзэтто (яп. おZ) — Мать Кютаро, Отаро и Одзиро.
Цуёси Сайго (яп. 西郷 強) — Имеет прозвище Годзилла. Одноклассник Сёты и задира.
Сэйю: Канэта Кимоцуки (1965/1971), Хироси Такэмура (1985)
Профессор (яп. ハカセ 'Хакасэ') — Одноклассник Сёты и самый умный в классе.
Сэйю: Мицуко Асо (1965), Сумико Сиракава (1971), Канэта Кимоцуки (1985), Наоки Тацута (1985, замещал)
Кидзао Кидза (яп. 木佐 キザオ) — Богатый одноклассник Сёты, который поддакивает Годзилле.
Сэйю: Хироми Ямагиси (1965), Кадзуко Савада (1971), Наоки Тацута (1985)
Ёсико Койдзуми (яп. 小泉 美子) — Одноклассница Сёты, известная, как «Ёттян» (яп. よっちゃん).
Сэйю: Марико Мукай (1965), Митико Номура (1971), Санаэ Миюки (1985)

## Появление в других медиа
- Игрушка Обакэ изображена на парте в 16 томе манги 20th Century Boys.
- Создатель персонажа Pac-Man — Тору Иватани сказал, что для создания персонажей, его вдохновили персонажи из Obake no Q-Taro.[1]